# Swans Crossing
Swans Crossing è una serie televisiva statunitense girata a New York e andata in onda per tredici settimane durante l'estate del 1992. Il genere spaziava dal romantico, all'azione, dal musicale al giallo e al drammatico, e ciò era reso possibile dalle molteplici story-line che si incrociavano nelle puntate. Si avvaleva di un cast di dodici protagonisti, tutti sui quindici anni: tra essi Sarah Michelle Gellar e Brittany Daniel.
La prima puntata di Swans Crossing fu il 29 giugno 1992 e andò in onda ogni giorno per tutta l'estate. Swans Crossing era stato registrato da marzo ad agosto del 1992 negli studi Kaufman-Astoria, a Long Island e per alcuni episodi, in Florida. La trasmissione è terminata nel settembre 1992, per poi essere andata di nuovo in onda da ottobre a dicembre dello stesso anno.

## Personaggi ed interpreti
Swans Crossing è una immaginaria città della costa orientale negli Stati Uniti d'America, forse in qualche luogo del Maine. Questa città è ritrovo di alcune fra le più antiche e ricche famiglie americane: frequentandosi tra loro da generazioni, col tempo tra loro si sono sviluppati amicizie, avventure e scandali. "Swans Crossing" segue le vite dei membri più giovani di queste famiglie, adolescenti di cui la serie esplora le avventure emozionanti, le nuove amicizie, i progetti, i combattimenti, la scoperta di segreti del loro passato, gli innamoramenti ed i divertimenti.
Sydney Rutledge (Sarah Michelle Gellar), prima tra i personaggi di Swans Crossing, è la giovanissima femme fatal della città. Sydney è la figlia del sindaco e ne usa l'autorità a proprio vantaggio. Snob, è a capo della cricca più esclusiva a scuola. Sydney ha inoltre grande abilità per inventare programmi infallibili per ottenere qualunque desidera e rimettere al suo posto chiunque le intralci la strada
Garrett Booth (Shane McDermott), ex-fiamma di Sydney, è l'unica persona che Sydney non sembra in grado di schiacciare. Garrett è un ragazzaccio bello e ribelle che usa il proprio fascino carismatico per manipolare gli altri. Si caccia spesso in difficoltà, ma nonostante questo riesce sempre a rimanere a galla. Questo auto-proclamatosi dongiovanni ama giocare con le emozioni delle persone e gli rimane difficile rimanere fedele ad una ragazza.
Su Mila Rosnovsky (Brittany Daniel), ragazza che sta diventando attrice ed è appena arrivata in città, si puntano gli interessi di Garrett: con il suo fascino e la sua personalità sbalorditiva attrae ogni ragazzo in città. Espansiva e socievole, le è facile farsi molti amici, ma per questo la maggior parte delle ragazze sono segretamente gelose di lei.
Glory (Carisa Dahlbo) è la sorella di Garrett.
Neil Atwater (Eddie Robinson) è un giovane e brillante studente di fisica e membro della famiglia afro-americana più ricca del paese. Tuttavia preferisce passare i suoi giorni generando formule scientifiche innovative, piuttosto che stazionare fuori dal bar del paese con gli altri ragazzotti ricchi.
Callie Walker (Stacey Moseley), l'altra nuova ragazza in città, è una ragazza avventurosa e un po' misteriosa che conduce un insolito stile di vita: lei ed il suo ricco e protettivo padre vivono in un sommergibile. È inoltre l'unica ragazza in città abbastanza dura per guidare una mini-bici e lavorare nella locale officina meccanica. 
Jimmy Clayton (Devin Doherty) è il collega e potenziale fidanzato di Callie, se soltanto smettessero di discutere. Jimmy è un giovane genio in grado di riparare ogni meccanismo, ma non può riparare i propri problemi. Ripara costantemente oggetti nella speranza di mantenere la mente fuori dalle sue difficoltà. 
Bobby "Saja" DeCastro (Alex Tanaka) è una ragazza con un dilemma personale: non sembra conoscere chi realmente è, e sta provando costantemente varie personalità: l'ultima è l'identità "di Saja", un mistico guerriero ninja.
Nancy Robbins (Kristy Barbera) è un'altra ragazza di Swans Crossing che vorrebbe essere qualcun altro. Nancy idolatra la popolare Sydney e farebbe qualsiasi cosa per guadagnarne l'approvazione. È inoltre la regina del pettegolezzo in città. 
Sandy Swan (Kristen Mahon), cantante in erba con una voce bella, è qualcuno che Nancy si diverte ad umiliare. Infatti Sandy è poco sicura di sé e tende a essere trascurata o schiacciata dagli altri ragazzi in città.
Owen Fowler (Evan Ferrante) collabora nelle registrazioni di Sandy ed è inoltre una sorta di genio per quanto riguarda la musica. Owen probabilmente otterrerebbe un contratto con qualche major importante se solo riuscisse a non stare sempre con la testa fra le nuvole e smettesse di sognare ad occhi aperti sull'affascinante Mila.

## La cancellazione
La ragione più ovvia per la quale la serie può essere stata annullata fu il basso ascolto: i produttori scelsero di ripetere gli episodi per avere tempo di decidere se annullarla oppure no. Alla fine di "Swans Crossing" apparve un messaggio che diceve "continua ... Lasciateci ascolarvi!" I fans pensarono di dover scrivere in modo che i produttori potessero vedere quanta gente era disposta a guardare il prodotto; non c'era indirizzo o telefono e per questo i fan non ebbero idea di come mettersi in contatto con i produttori. 
Secondo Sarah Michelle Gellar (Sydney), la serie venne annullata per problemi economici. I produttori crearono bambole dei protagonisti della serie mentre questa era ancora in onda. Le bambole non furono un saggio investimento poiché molti soldi (stornati dalla produzione dello show) furono sprecati nella loro creazione e pubblicità. Inoltre la serie era incredibilmente costosa da girare e gli ascolti non erano abbastanza alti da produrlo per una visione continua.